# Lépontique
Le lépontique est une langue celtique continentale parlée par les Lepontii dans une région de 100 km environ autour de Lugano, donc dans la région des lacs entre le nord de l'Italie et le sud de la Suisse, du VIIe au IIe siècle av. J.-C. Michel Lejeune et Javier de Hoz considèrent cette langue comme une langue celtique différenciée alors que J. Eska pense lui qu'elle n'est qu'un dialecte du gaulois.

## Identification du Lépontique

### Découvertes archéologiques

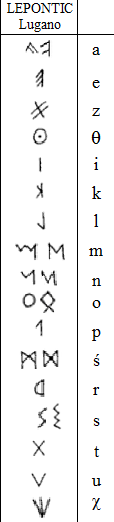
L'alphabet lépontique de Lugano

La langue ne nous est connue que par de rares inscriptions gravées sur pierre et sur des objets. Ils ont été mis au jour dans une région centrée sur Lugano, y compris le lac de Côme et le lac Majeur (Lugano, Côme,, Vergiate, Ornavasso), d'où le qualificatif d'« alphabet de Lugano » (ou alphabet lépontique),,,
,, pour décrire la nature des signes de ces gravures lapidaires ou de ces objets. On associe habituellement les inscriptions lépontiques à la culture de Golasecca,.

### Caractéristiques
L'alphabet de Lugano est une modification de l'alphabet étrusque, plus précisément du nord étrusque. Il présente 20 graphèmes sous sa forme la plus ancienne, avec comme particularité la non-différenciation des occlusives sourdes et sonores (k/g, p/b, t/d). Cet alphabet note une « langue celtique de type P », c'est-à-dire que la labio-vélaire /kʷ/ indo-européenne est devenue un /p/. Une mutation analogue s'est produite en gaulois et en brittonique, mais pas en gaélique ni celtibère qui sont des langues de type Q.

### Controverses linguistiques
Le regroupement de toutes ces inscriptions en une seule langue celtique est controversé. Certaines (y compris et surtout les plus anciennes) étaient supposées être rédigées dans une langue non celtique liée au ligure,. Selon cette théorie, qui prévalait jusque vers 1970, le lépontique était le nom correct pour une langue non celtique du groupe italique, tandis que la langue celtique devait être appelée gaulois cisalpin.
Cependant, depuis les travaux de Michel Lejeune, un consensus s’est établi autour du fait que le lépontique devait être classé comme une langue celtique, peut-être aussi divergente que l'est le celtibère du gaulois, et dans tous les cas, bien distincte du gaulois cisalpin. Ce n'est que dans les années récentes qu'est apparue une nouvelle tendance à amalgamer le lépontique au gaulois cisalpin.